# Joe Chappelle
Pour les articles homonymes, voir Chappelle.
Joe Chappelle est un réalisateur américain.

## Filmographie sélective

### Cinéma
- 1993 : Thieves Quartet
- 1995 : Halloween 6 : La Malédiction de Michael Myers (Halloween: The Curse of Michael Myers)
- 1996 : Hellraiser 4 (Hellraiser: Bloodline) coréalisé avec Kevin Yagher
- 1998 : Phantoms
- 2000 : Cybertraque (Takedown)
- 2002 : The Skulls II (en) (vidéo)
- 2019 : An Acceptable Loss (en)

### Télévision
- 2000 : Dark Prince: The True Story of Dracula (en) (TV)
- 2002 - 2012 : Les Experts : Miami
- 2008 - 2012 : Fringe
- 2012 - : Chicago Fire
- 2023 : épisode 5 de la série « Black Bird »
- 2025 : producteur et réalisateur de Smoke